# Língua cora
Cora é uma histórica língua indígena do México da família das Uto-Asteca, que é falada pelo grupo étnico que é amplamente conhecido como Cora, mas que se referem a si mesmos como  Naáyarite . Os Cora habitam a serra do norte do estado mexicano Nayarit, que tem o nome de seus habitantes indígenas. Cora é uma linguagem Mesoamericana que apresenta muitos traços que definem essa área linguística. Sob a Lei Geral de Direitos Linguísticos de Pueblos Indígenas,é reconhecida como uma "língua nacional", juntamente com outras 62 línguas indígenas e a língua castelhana que têm todas a mesma "validade" no México. 

## Geografia

Principais comunidades onde Cora é falada no município de Nayar.

Ethnologue distingue duas variantes principais de Cora. Um é chamado de "Cora del Nayar" ou "Cora Meseño", que é falado principalmente dentro e em torno dos assentamentos de altitude média de Mesa de Nayar e Conel Gonzales no sul de el Nayar município de Nayarit, e tem aproximadamente 9 mil falantes (censo de 1993). Existem diferenças significativas entre algumas dessas variedades e algumas fontes distinguem entre Cora Mariteco (de Jesus Maria), Cora Presideño (do Presídio de los Reyes), Cora Corapeño (de San Juan Corapan) e Cora Franciscqueño (de São Francisco). Mas Ethnologue considera que a inteligibilidade mútua entre estes e o Meseño é alta o suficiente para classificá-lo como uma única língua.
A outra variante reconhecida pelo Ethnologue é chamada Cora de Santa Teresa ou Cora Tereseño,  falada por aproximadamente 7 mil pessoas (censo de 1993), em sua maior parte na serra alta no norte de el Nayar]. Cora de Santa Teresa tem um grau tão baixo de inteligibilidade mútua com outras comunidades de fala Cora que Ethnologue a considera uma variedade separada. Devido a recentes migrações, existe uma pequena comunidade de Coras nos Estados Unidos, no oeste do Colorado.

## Dialetos
Os próprios falantes de Cora reconhecem apenas cinco dialetos: Cora de Jesus María, Cora de Mesa de Nayar, Cora de Sta. Teresa, Cora de Corápan e Cora de San Francisco. Os falantes das terras altas consideram que Cora, do Preseidio de los Reyes, é idêntica ao dialeto da outra comunidade das terras baixas, Corápan, e Cora, de Dolores, como sendo idêntica à Cora de Sta Teresa..
Cora é falado em vários dialetos, alguns dos quais possuem inteligibilidade mútua difícil. ISO distingue duas línguas, INALI nove.
El Nayar Cora / Jesus María Cora (Cora Mariteco)
Dolores Cora
Rosarito Cora
San Blasito Corał
San Juan Corapan Cora (Cora Corapeño)
Santa Teresa Cora (Cora Tereseño)
Mesa do Nayar Cora (Cora Meseño)
Presídio de los Reyes Cora (Cora Presideño)
São Francisco Cora (Cora Francisqueño)

## Classificação
Os parentes mais próximos da língua Cora são a língua huichol, junto com a qual forma o subgrupo Coracholan] das línguas uto-aztecas. O grupo Taracahitan de línguas contendo, entre outras, as línguas Tarahumara,  Yaqui e Mayo também estão relacionados com Cora.
- Uto-Aztecan
  - ramo Coracholan
    - língua Huichol
    - línguas Cora

## Fonologia
A fonologia de Cora é típica das línguas uto-aztecas do sul, com cinco vogais e um inventário consoante relativamente simples. Contudo, atipicamente, em relação às linguas uto-aztecas, Cora desenvolveu um sistema tonal ou de acentuação com um acento harmônico com o tom alto em queda.

### Consoantes
|           | Bilabial    | Bilabial | Alveolar | Palatal / Retroflexa | Velar       | Velar | Glotal |
| plana     | Labializada | plana    | Alveolar | Palatal / Retroflexa | Labializada |       | Glotal |
| --------- | ----------- | -------- | -------- | -------------------- | ----------- | ----- | ------ |
| Nasal     | m           | mʷ       | n        |                      |             |       |        |
| Plosiva   | p/b         | pʷ       | t        |                      | k           | kʷ    | ʔ      |
| Fricativa |             |          | s        | ʂ                    | x           |       | h      |
| Africada  |             |          | ts       | tʃ                   |             |       |        |
| Semivogal |             |          |          | j                    |             | w     |        |
| Líquida   |             |          | l        | ɽ                    |             |       |        |

### Vogais
|                | Anterior | Central | Posterior |
| -------------- | -------- | ------- | --------- |
| Fechada (alta) | i        | ʉ       | u         |
| Média          | ɛ        |         |           |
| Aberta (baixa) |          | ɑ       |           |

## Escrita
A língua Cora usa uma forma do alfabeto latino sem as letras B, D, F, G, K, Z; usa adicionalmente as formas Ny, Ty, Tz, o apóstrofo (‘) e o ł.

## Gramática
Cora é uma língua de verbos no início; sua gramática é aglutinativa e polissintética, particularmente flexionando verbos com muitos afixos e clíticos. Há um número de clíticos adicionais que também podem ser usados como substantivos relacionais.

### Morfologia nominal
Substantivos são marcados por posse e exibem vários padrões plurais diferentes.

#### Pluralização
Diferentes classes de substantivos marcam o plural de maneiras diferentes. A maneira mais comum é por meio de sufixos - Os sufixos usados para pluralização são os seguintes:: -te, -mwa, -mwa'a, -tse, -tsi, -kʉa tonicidade de uma sílaba para outra. Outra classe de trabalhos forma seus plurais por supletismo.

#### Posse
Os substantivos possuídos são marcados com um prefixo que expressa a pessoa e o número de seu possuidor.
As formas do prefixo expressando primeira pessoa do singular é ne-, na-, ou ni-, para a segunda pessoa do singular é a-, mwa'a-, a'a-. A terceira pessoa do singular é marcada pelo prefixo ru -. Um possuidor plural de primeira pessoa é marcado pelo prefixo ta -, segunda pessoa do plural por ha'amwa - e terceira pessoa do plural por wa'a -. Além disso, existem dois sufixos. Um, - ra'an é usado para marcar um possuidor obviativo ou quarta pessoa. O outro é - me'e  usado para marcar um “possessum” plural de um possuidor singular.
| Número/pessoa do Possessor        | Singular                         | Plural                      |
| --------------------------------- | -------------------------------- | --------------------------- |
| 1. pessoa                         | nechi'i "minha casa"             | tachi'i "nossa casa"        |
| 2. pessoa                         | achi'i "tua casa"                | há'amwachi'i "vossa casa"   |
| 3. pessoa                         | ruchi'i "dele/dela própria casa" | wa'áchi'i "casa deles (as)" |
| 4. pessoa                         | chí'ira'an "casa do outro"       |                             |
| pl. possessum + 3.p.sg. possessor | chí'imeen "casas dele/dela"      |                             |

### Morfologia verbal
Os verbos são flexionados por pessoa e número de sujeito e os prefixos diretos de objetos e objetos para objetos inanimados de terceira pessoa também mostram a forma básica do objeto. Os verbos também são flexionados para localização e direção.

### Sintaxe
Tipologicamente, Cora é interessante porque é uma língua VSO, mas também tem post-posições, uma característica que é rara na linguística, mas ocorre em algumas línguas Uto-Aztecas como Tohono O'odham (Papago), Tepehuáne alguns dialetos de Nahuatl.

## Mídia
A programação em língua Cora é realizada pela rádio XEJMN-AM da Comissão Nacional para o Desenvolvimento dos Povos Indígenas (CDI), transmitida de María María, Nayarit.